# Река (област)
Река или Рекански регион (на македонска литературна норма: Река) е географско-историческа местност в северозападна Македония, днес в Северна Македония. На северозапад граничи с Мавровско, Дебърско и Шар планина, на запад с границата на Албания по планините Кораб и Кърчин, а на югоизток с Кичевско и планините Дешат, Бистра и Стогово. Името на региона идва от най-голямата и важна река в региона Радика.

## Райони
Област Река се дели условно на пет района: Горна Река, Долна Река, Голема Река, Миячия и Малорекански край. Горна Река обхваща горното течение на Радика до устието на Рибничка река, към което спадат селата Бродец, Кракорница, Богдево, Върбен, Търница, Вълковия, Тануше, Нистрово и Бибане. В XIX век цяла Горна Река се поалбанчва, но значителна част от жителите запазват православната си вяра.
Долна Река обхваща долното течение на река Радика до местността Божков мост, на мястото където Мала река се влива в Радика. Там се намират селата Жировница, Върбяни, Ростуше, Битуше, Янче, Требище, Велебърдо, Скудрине, Присойница и Видуше. Малореканският край обхваща района между теченията на Мала река (Тресонската река) и Гарската река и дял от планината Стогово, като населените места в района са Гари, Тресонче, Лазарополе, Селце, Росоки, Осой и Могорче.

## История
Данни за населяването на Река има от Античността и Средновековието. До XX век районът е познат основно със своите зографи, дърворезбари, строители и сезонните работници на Балканите и в Западна Европа. През 1885 година е създадена Реканска каза, чийто център е Требище, а от края на 1887 година - Жировница.
След 1893 година Вътрешната македоно-одринска революционна организация създава Галичко-Реканския революционен район, подрайон на Кичевско-Дебърския революционен район. В областта се намира Бигорският манастир.